# Nieuwe Sint-Jacobskerk

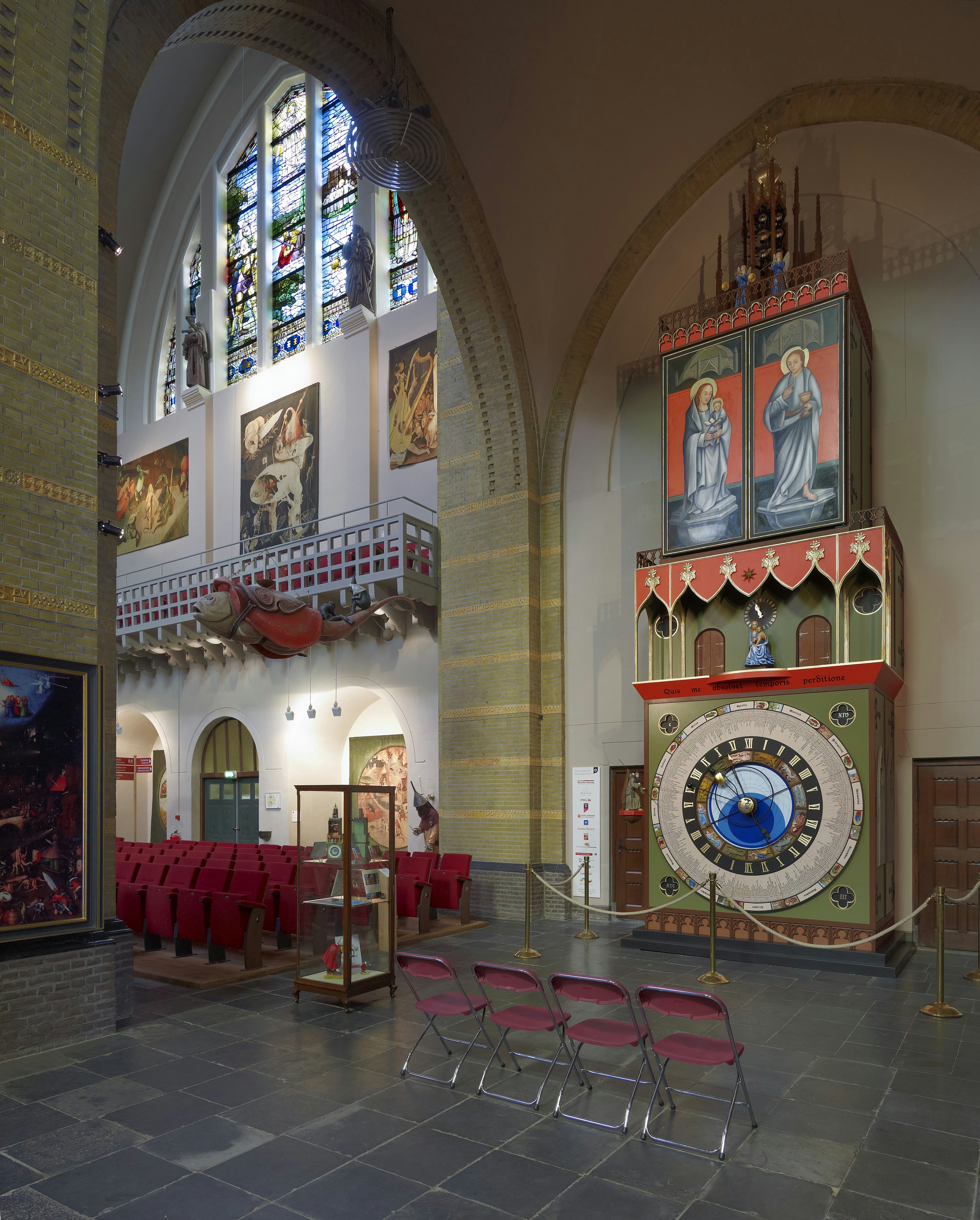

De Sint-Jacobskerk aan het Jeroen Boschplein in de binnenstad van 's-Hertogenbosch is een voormalige rooms-katholieke kerk. Sinds 2007 is in het gebouw het Jheronimus Bosch Art Center gevestigd, maar het kerkelijk interieur is voor een groot gedeelte bewaard gebleven.

## Geschiedenis
De stad 's-Hertogenbosch kende feitelijk drie kerken gewijd aan Jacobus de Meerdere. De eerste Sint-Jacobskerk aan de Bethaniëstraat werd gebouwd in de 15e eeuw, en deed dienst tot 1629. De tweede Sint-Jacobskerk, gebouwd in 1844 was een waterstaatskerk. Deze werd met subsidie van Rijkswaterstaat gebouwd op de huidige locatie aan de Hinthamerstraat. Het was een in neoclassicistische stijl ontworpen gebouw van de hand van Arnoldus van Veggel, en was eveneens een koepelkerk. De derde en laatste Sint-Jacobskerk werd in 1905 gebouwd op het grondplan van die waterstaatskerk. De kerk werd voor het eerst geconsacreerd in 1907 en aan de eredienst onttrokken in 2002.

## Bouw
De architecten waren Jan Stuyt en Jos Cuypers. Het is een driebeukige kruisbasiliek met een centraliserende plattegrond. De viering van de kerk wordt bekroond door een koepelvormige vieringtoren. Naast de westgevel van de kerk staat een hoge klokkentoren naar het voorbeeld van een Italiaanse campanile. Het betreft een rijksmonument.

## Interieur
Tot de inventaris behoren onder andere een barokke preekstoel en een in barokstijl gesneden orgelgalerij.
Verder zijn er 18e-eeuwse beelden en eikenhouten communiebank te vinden, twee 19e-eeuwse biechtstoelen en een pneumatisch orgel met Hoofdwerk en Zwelwerk, in 1900 gemaakt door Michaël Maarschalkerweerd.
De toren bevat een mechanisch torenuurwerk, voorzien van elektrische opwinding, maar dat is buiten gebruik gesteld.
De kerk was vanuit de Hinthamerstraat moeilijk bereikbaar. Er werden huizen afgebroken om parkeergelegenheid bij de kerk te kunnen realiseren. Met de komst van het Jeroen Bosch Art centre is de parkeerplaats als stadsplein ingericht.

## Huidige functie
In 2007 werd in de gesloten kerk het Jheronimus Bosch Art Center gevestigd. Dit herbergt een permanente overzichtstentoonstelling over leven en werk van de Bossche kunstschilder Jheronimus Bosch. Er wordt onder andere een kopie van het bekende schilderij de Tuin der lusten getoond, waarvan het origineel in het Museo Nacional del Prado in Madrid hangt. Het gebouw wordt verder gebruikt als evenementenlocatie.